# Cantenac (Gironde)
Cantenac (okzitanisch gleichlautend) ist eine Ortschaft und eine Commune déléguée in der französischen Gemeinde Margaux-Cantenac mit 1.375 Einwohnern (Stand 1. Januar 2017) im Département Gironde in der Region Nouvelle-Aquitaine (vor 2016: Aquitanien). Die Einwohner werden Cantenacais genannt.
Die Gemeinde Cantenac schloss sich am 1. Januar 2017 mit Margaux zur neuen Gemeinde Margaux-Cantenac zusammen. Sie gehörte zum Arrondissement Lesparre-Médoc und zum Kanton Le Sud-Médoc (bis 2015: Kanton Castelnau-de-Médoc).

## Geografie
Cantenac liegt etwa 21 Kilometer nordnordwestlich von Bordeaux am Ästuar der Gironde.
Umgeben wurde die Gemeinde Cantenac von den Nachbargemeinden Soussans im Norden und Nordwesten, Margaux im Norden, Gauriac im Nordosten und Bayon-sur-Gironde im Osten jeweils auf der gegenüberliegenden Seite des Ästuars, Macau im Osten und Südosten, Labarde im Süden und Südosten, Arsac im Süden sowie Avensan im Westen.
Cantenac gehört zum Weinbaugebiet Margaux.

## Bevölkerungsentwicklung der ehemaligen Gemeinde
| Jahr      | 1954 | 1962 | 1968  | 1975  | 1982  | 1990  | 1999  | 2006  | 2013  |
| --------- | ---- | ---- | ----- | ----- | ----- | ----- | ----- | ----- | ----- |
| Einwohner | 876  | 900  | 1.054 | 1.125 | 1.300 | 1.197 | 1.179 | 1.250 | 1.362 |

## Söhne und Töchter des Ortes
- Daniel Lawton (1881–1979), Tennisspieler

## Sehenswürdigkeiten

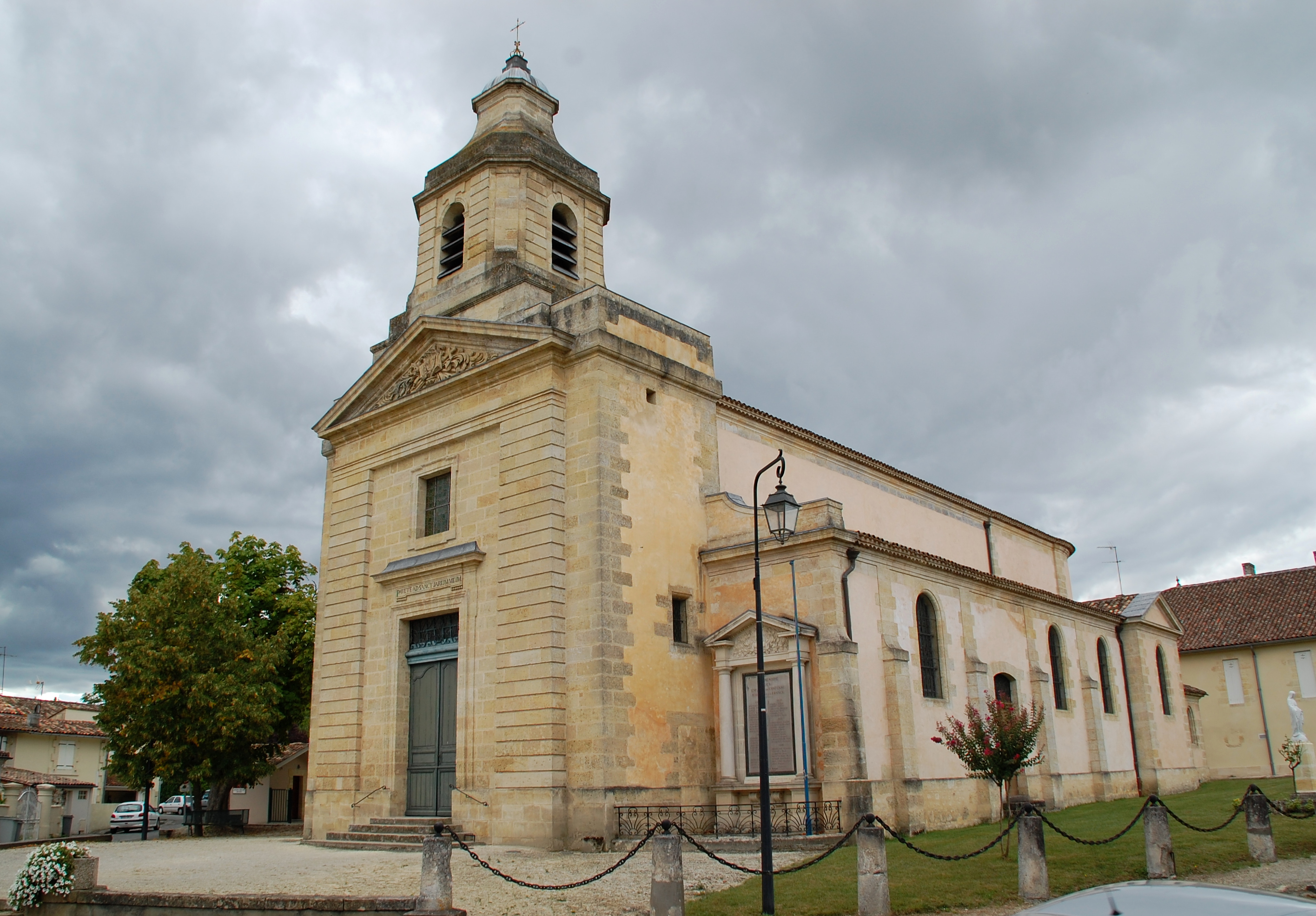
Kirche Saint-Didier
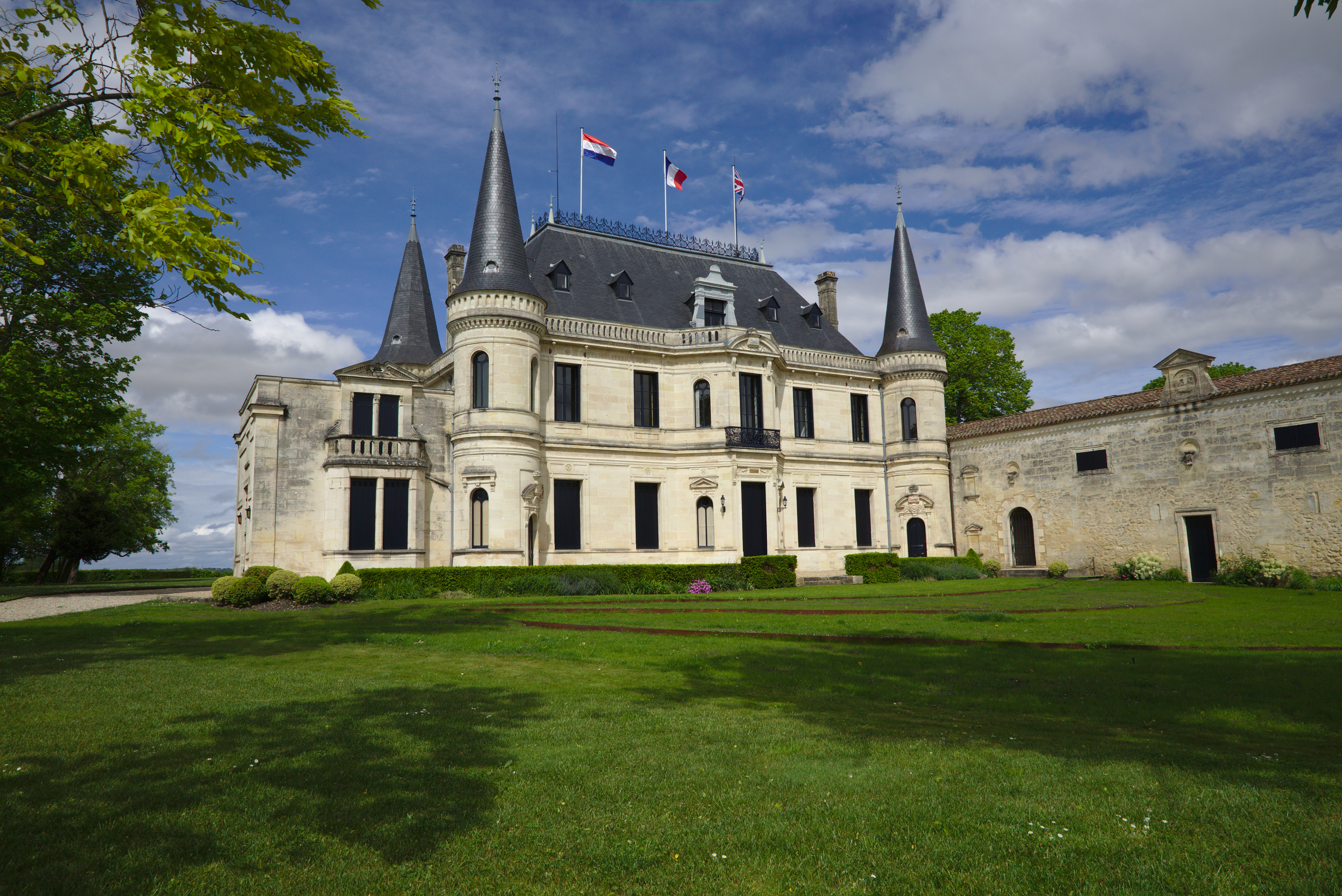
Schloss Palmer
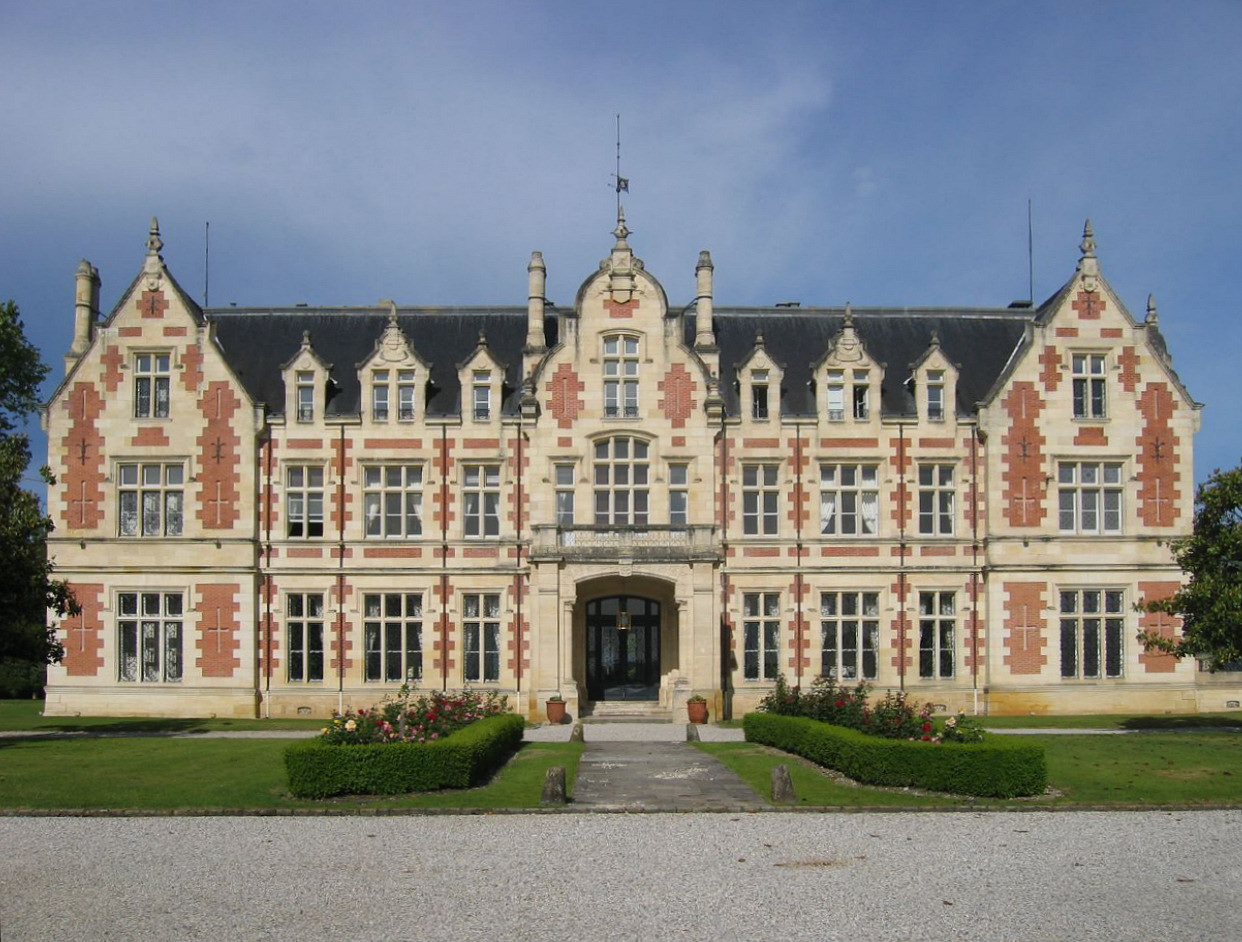
Schloss Cantenac-Brown
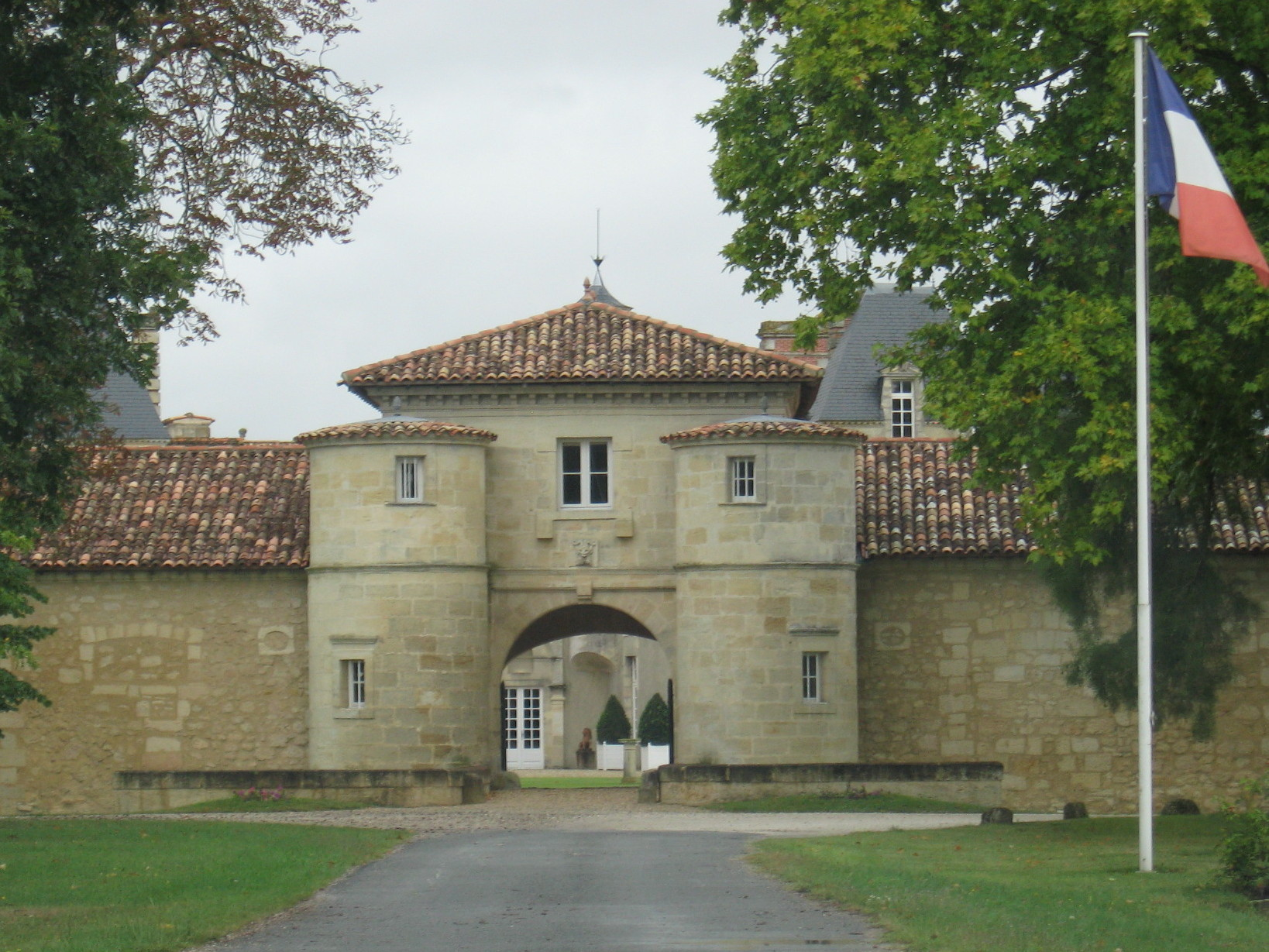
Tor zum Schloss Issan

- Weindomänen in Cantenac sind:
  - Château Brane-Cantenac
  - Château Kirwan
  - Château d’Issan
  - Château Palmer
  - Château Boyd-Cantenac
  - Château Cantenac-Brown
  - Château Prieuré-Lichine
  - Château Pouget

- Kirche Saint-Didier
- Schloss Palmer
- Schloss Cantenac-Brown
- Tor zum Schloss Issan